# Aiteas
Aiteas ist ein osttimoresischer Suco im Verwaltungsamt Manatuto (Gemeinde Manatuto).

## Geographie

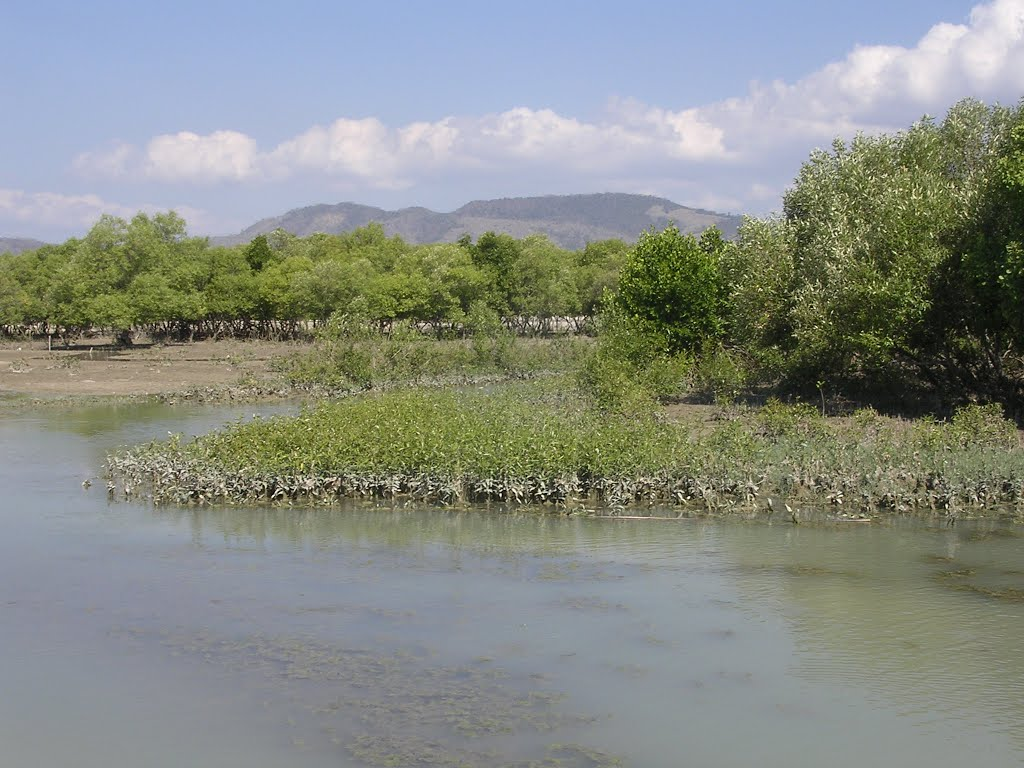
Mangroven an der Grenze zu Ma'abat, östlich der Stadt Manatuto

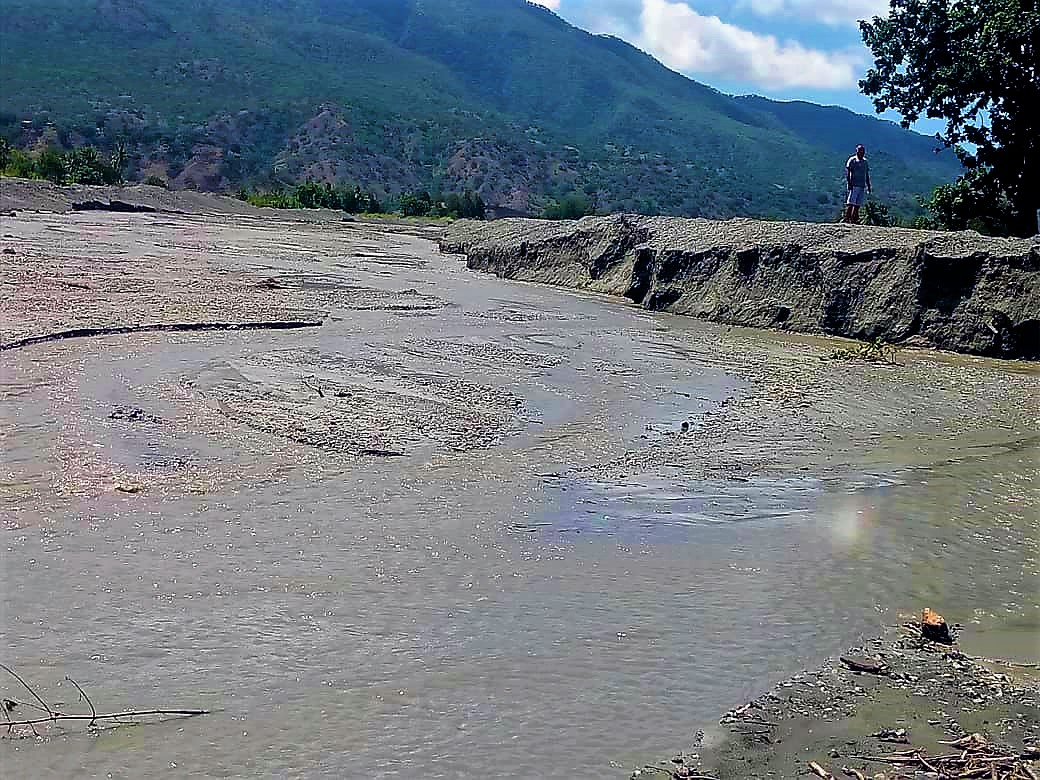
Der Sumasse, eine Zufluss des Nördlichen Laclos in der Aldeia Rembor

Vor der Gebietsreform 2015 hatte Aiteas eine Fläche von 82,49 km². Nun sind es 92,82 km². Der Suco liegt im Zentrum des Verwaltungsamts Manatuto. Nördlich befindet sich der Suco Ma'abat, nordwestlich der Suco Sau, westlich der Suco Ailili und südlich der Suco Cribas. Im Osten von Aiteas liegt das Verwaltungsamt Laleia mit seinen Sucos Lifau, Haturalan und Cairui. Durch den Südosten Aiteas fließt der Fluss Sorec in dem auch der im Suco entspringende Lago Lulic mündet. Der Sorec trifft auf den Bueana, den Grenzfluss zu Cairui. Beide zusammen bilden den Baunoi und fließen nach Osten weiter, wo er in den Laleia mündet. Im „Drei-Suco-Eck“ Aileas-Ailili-Cribas entspringt Fluss Lago Birac, der entlang der Grenze Ailili-Cribas nach Westen fließt. Er gehört zum System des Nördlichen Laclos.
Die Überlandstraße von der Stadt Manatuto nach Laclubar führt entlang der Grenze zu Ailili. An ihr liegen im Nordosten des Sucos die Orte Lahuoae, Carlilu (Carlio) und Belbato. Mehrere Schulen liegen hier, unter anderem die Grundschule Escola Primaria No.1 Aiteas. Der Ort Rembor kam 2015 von Iliheu zu Aiteas. Er liegt zwischen dem Nördlichen Laclo und der Mündung des Sumasse. Auch hier gibt es eine Grundschule.
Im Suco befinden sich die vier Aldeias Bi-Uac, Carlilu, Rembor und Umasau.

## Einwohner
Im Suco leben 4.965 Einwohner (2022), davon sind 2.579 Männer und 2.386 Frauen. 2.998 von ihnen wohnen in einer urbanen Umgebung, 1.967 im ländlichen Teil des Sucos. Im Suco gibt es 947 Haushalte. 77 % der Einwohner geben Galoli als ihre Muttersprache an. Über 14 % sprechen Tetum Prasa, 3 % Idaté, Minderheiten Tetum Terik, Habun, Naueti oder Baikeno.

## Geschichte
In Carlilu gab es Ende 1979 ein indonesisches Lager für Osttimoresen, die zur besseren Kontrolle von den Besatzern umgesiedelt werden sollten.

## Politik
Bei den Wahlen von 2004/2005 wurde Adelino Soares zum Chefe de Suco gewählt und 2009 und 2016 in seinem Amt bestätigt.

## Persönlichkeiten
- Bernardo Lopes (* 1955), Unabhängigkeitskämpfer, Lehrer und Beamter